# Geri Mandagi
Geri Mandagi (sinh ngày 12 tháng 6 năm 1988) là một cầu thủ bóng đá người Indonesia hiện tại thi đấu ở vị trí thủ môn cho Mitra Kukar ở Liga 1.

## Sự nghiệp
Vào tháng 12 năm 2014, anh được cho là đã ký hợp đồng với Perseru Serui, nhưng lại đầu quân cho Persiram Raja Ampat.